# (32884) 1993 SO14
1993 SO14 (asteroide 32884) é um asteroide da cintura principal. Possui uma excentricidade de 0.21847280 e uma inclinação de 2.75523º.
Este asteroide foi descoberto no dia 16 de setembro de 1993 por Henri Debehogne e Eric Walter Elst em La Silla.